# Gaspar Gálvez
Gaspar Gálvez Burgos (Cordova, 7 luglio 1979) è un ex calciatore spagnolo, di ruolo difensore.